# Dooble
Dooble to otwartoźródłowa przeglądarka internetowa na silniku WebKit i licencji open source, skupiona na ochronie prywatności.
Wykorzystuje biblioteki Qt do wyświetlania interfejsu użytkownika. Wspiera platformy FreeBSD, Haiku, Linux, MacOS, OS/2 i Windows. Jest kompatybilna z architekturami procesorów (AMD, ARM, Alpha, Intel, PowerPC, SPARC). W rezultacie Dooble powinien być przenośny na każdy system, który obsługuje OpenSSL, wątki POSIX, Qt, SQLite i inne biblioteki.

## Cechy
- zakładki
- przeglądanie FTP
- menedżer plików
- menedżer ściągania
- menedżer ciateczek
- przeglądanie historii [5]